# David Pérez i Ibáñez
David Pérez i Ibáñez (l'Hospitalet de Llobregat, 1960) és un polític català, des del 2024 vicepresident segon del Parlament de Catalunya.

## Biografia
Estudià COU i obtingué un diploma de postgrau en Ciència Política per la Universitat de Barcelona. Actualment estudia Humanitats a través de la UOC. És funcionari de carrera de l'Administració pública des de 1981, com a cap de negociat de selecció i formació de personal. Actualment és diputat per Província de Barcelona. Ha desenvolupat responsabilitats de gerent al PSC entre 2014 i 2017, partit al qual es va afiliar el 1979 i en el qual continua militant.
Ha estat regidor i tinent d'alcalde de Casa de la Ciutat (l'Hospitalet de Llobregat) (1991-2003) exercint com a portaveu del grup municipal fins al 1997 i encarregant-se de les àrees de cultura, medi ambient i política social. Ha format part de diverses entitats metropolitanes, com la Mancomunitat de Municipis de Àrea Metropolitana de Barcelona i el Consorci de Comunicació Local (COM Ràdio). També és membre de la Creu Roja, de la Unió General de Treballadors, del Club de Tir de Barcelona i del Centre d'Estudis de l'Hospitalet.
El 1999 el Partit dels Socialistes de Catalunya el va incloure a les llistes a les eleccions al Parlament de Catalunya de 1999, en les quals va ser elegit diputat, càrrec que mantindria en les següents convocatòries electorals de 2003 i 2006.
En aquest període, va exercir com a portaveu adjunt del Grup Parlamentari Socialista, membre de la direcció del grup, diputat interventor, portaveu de diverses comissions parlamentàries i ponent de diverses lleis, entre les quals destaquen la del Reglament del Parlament, la de memòria històrica, la de creació del Centre d'Estudis d'Opinió, i de l'Oficina Antifrau de Catalunya, la de l'Institut de Seguretat Pública de Catalunya i la ponència conjunta per a una nova llei electoral de Catalunya.
A les eleccions autonòmiques de 2010 va anar al lloc 25 de la llista del PSC per Barcelona, per la qual cosa no va revalidar el seu escó. Posteriorment va ser nomenat assessor del grup socialista a la Diputació de Barcelona i assessor de l'Ajuntament de l'Hospitalet de Llobregat en matèria de seguretat ciutadana (2012-2013).
El 3 de febrer de 2015, novament va ocupar el lloc de diputat per la província de Barcelona al Parlament de Catalunya en substituir Daniel Fernández González, que es va veure obligat a dimitir per la seva relació en un cas amb Manuel Bustos Garrido i el cas Cas Mercuri.
A les eleccions al Parlament de Catalunya de 2015 del 27 de setembre de 2015, va ocupar el lloc número 7 de la llista del Partit dels Socialistes de Catalunya i va ser elegit novament diputat per a la XI legislatura del Parlament de Catalunya. Ha ocupat el càrrec de Secretari segon de la Mesa del Parlament i ha estat el portaveu del Grup Parlamentari Socialista a la Comissió de Control de la Corporació Catalana de Mitjans Audiovisuals. Actualment ocupa el càrrec de Vicepresident segon del Parlament de Catalunya.